# Hestiasula kastneri
Hestiasula kastneri är en bönsyrseart som beskrevs av Max Beier 1942. Hestiasula kastneri ingår i släktet Hestiasula och familjen Hymenopodidae. Inga underarter finns listade i Catalogue of Life.